# 曾舜晞
曾舜晞（1997年10月9日—），本名曾威航，中国大陆歌手、演员。

## 演艺经历

### 2014年－2015年: 组合出道时期
2014年7月2日，以组合Fresh极客少年团出道。12月13日，发行组合出道专辑《UP 4 U》。
2015年8月28日，组合发行EP《夏日大作战》。9月28日，组合发行单曲《世界晚安》。10月，退出组合。

### 2016年－至今: 个人活动时期
2016年1月，曾舜晞以“天天小兄弟”的身份加入湖南卫视節目《天天向上》主持团阵容。3月12日，出演电视喜剧《欢喜密探》，於同年10月17日播出。3月14日，推出个人单曲《早安少年morning call》，作为真人秀节目《花样姐姐》的主题曲。3月20日，加盟真人秀节目《花样姐姐第二季》录制。4月于德国和T.O.P、張栢芝、麦克尔·特维诺拍攝動作電影《失控·幽灵飞车》，飾演Bobby，影片仅于2017-10-01科隆电影节播出，未在中国内地上映。11月2日，与張雪迎合作出演青春校园生活剧《青春最好时》，於2017年播出。
2017年1月28日，3D真人動畫電影《熊出沒之奇幻空間》正式上映，他客串出演電影裏的角色－BOSS，一个“被剥削童年自由的温情大反派”（由周子瑜配音）。4月17日《擇天記》在湖南衛視播出，擔任男二 唐三十六一角 。8月16日，主演的網路劇《青春最好時》於腾讯视频平台上播出，擔任男主角許空凜。11月25日，參加浙江衛視演技競演類勵志綜藝《演員的誕生第一季》，止步於26強。11月23日，推出個人第二首及第一首英文單曲《THANK YOU》，其後推出混音版。
2018年6月28日，主演的青春偶像网络剧《快把我哥帶走》於腾讯视频平台上首播，他也为剧集演唱插曲《乐园EDEN》。同年11月與孙红雷、辛芷蕾、蒋依依共同主演電視劇《带著爸爸去留学》，他在剧中饰演黃小栋。
2019年2月27日，主演的《倚天屠龍記》在腾讯视频播出，在剧中饰演張无忌。6月13日，主演的《带着爸爸去留学》在东方卫视、浙江卫视上星播出，另在腾讯视频、爱奇艺、优酷播出，饰演黄小栋。
2020年9月21日，主演的悬疑剧《我在香港遇见他》在优酷播出，在剧中饰演李嘉。10月12日，特邀客串港剧《使徒行者3》在TVB播出，在剧中饰演身份神秘的卧底杀手殷天侠，并首度使用粤语出演。12月10日，主演的《终极笔记》在爱奇艺播出，在剧中饰演吴邪。并演唱片尾曲《因为你》。
2021年3月28日，主演的《说英雄谁是英雄》杀青。5月20日，主演的《雁归西窗月》在騰訊視頻播出，在剧中饰演巨鹿郡王赵孝谦。7月21日，客串的《古董局中局之掠宝清单》播出，在剧中饰演六爷。10月27日，主演的《嘉南传》在腾讯视频、爱奇艺播出，在剧中饰演李谦。并与女主角合唱片尾曲《念思雨》。12月24日，曾舜晞工作室发布声明，曾舜晞与黑金公司之诉讼经一二审法庭审理判决，曾舜晞无过错解除与黑金公司之独家演艺经纪合同，双方合作自今年年初正式终止，往后曾舜晞的演艺经纪事务将由曾舜晞工作室自行负责。
2022年1月1日，主演的《我可能遇到了救星》殺青。1月24日，与记者路滨淇及RAP组合天府事变合作演唱北京冬奥英文推广曲《Join Us in Winter》，歌曲同步上线于新华社国际APP及Youtube频道。并于2月2日发布由曾舜晞担任新华网冬奥XR技术推荐官。3月11日，曾舜晞工作室转发委任律师声明，针对此前网路用户对曾舜晞的诽谤造谣，均已委托律师进行公证，并对部分重点侵权用户提起诉讼。坚决抵制网路暴力。4月26日，中国青年报、西山居联合出品，演唱以“敢——以韶华热血，拼无悔青春”为主题的歌曲《青春势不可挡》及MV上线。5月23日，主演的《說英雄誰是英雄》在騰訊視頻播出，在劇中飾演王小石。並與女主角楊超越合唱插曲《紅塵伴》、與男二劉宇寧合唱片尾曲《可追》。6月6日，主演的《蓮花樓》開機，在劇中飾演方多病(方小寶)。9月1日，常駐戀愛推理真人秀綜藝《相遇的夏天》開播，擔任主持觀察團。10月15日，獻禮二十大，演唱青春主题曲 《绽放》 发布。10月17日，主演的《蓮花樓》殺青。12月17日，主演的《我可能遇到了救星》在优酷播出，在劇中飾演陆昭西。并演唱片尾曲《有你的美好》。
2023年7月23日主演的中國大陸古裝武俠劇《蓮花樓》在愛奇藝撥出，改編自藤萍的武俠小說《吉祥紋蓮花樓》並於8月6日在央視八套播出，該劇在央視播出收視率高，成功奪得「2023暑假檔劇王」稱號。
同年10月14日主演的中國首部古裝種田輕喜劇《田耕紀》正式上線，改編自弱顏的小説《重生小地主》，小說是重生穿越，劇版改為玩遊戲過關的設定，是以宋代田園農耕生活為背景。

## 演出作品

### 電視劇
| 年份 | 劇名                 | 角色             | 備註             |
| ---- | -------------------- | ---------------- | ---------------- |
| 2016 | 歡喜密探             | 鄧小華           |                  |
| 2017 | 擇天記               | 唐三十六         |                  |
| 2017 | 青春最好時           | 許空凜           |                  |
| 2018 | 快把我哥帶走         | 時分             |                  |
| 2019 | 倚天屠龍記           | 張無忌           |                  |
| 2019 | 带着爸爸去留学       | 黄小栋           |                  |
| 2020 | 我在香港遇見他       | 李嘉             | 網絡劇           |
| 2020 | 使徒行者3            | 殷天俠（Madman） | 客串，粵語出演   |
| 2020 | 终极笔记             | 吳邪             | 網絡劇           |
| 2021 | 雁归西窗月           | 赵孝谦(巨鹿郡王) | 網絡劇           |
| 2021 | 古董局中局之掠宝清单 | 六爺             | 客串，網絡劇     |
| 2021 | 嘉南传               | 李謙             | 網絡劇           |
| 2022 | 说英雄谁是英雄       | 王小石           | 網絡劇           |
| 2022 | 我可能遇到了救星     | 陸昭西           | 網絡劇           |
| 2023 | 去有风的地方         | 張明宇           | 客串             |
| 2023 | 正好遇见你           | 朱見深(成化帝)   | 单元主演，網絡劇 |
| 2023 | 莲花楼               | 方多病           | 網絡劇           |
| 2023 | 云之羽               | 成年雪重子       | 客串             |
| 2023 | 田耕纪               | 沈诺             | 網絡劇           |
| 2024 | 孤舟                 | 顾易中           | 網絡劇           |
| 2024 | 七夜雪               | 霍展白           | 網絡劇           |
| 2025 | 五福临门             | 皇帝             |                  |
| 2025 | 临江仙               | 白九思           | 網絡劇           |
| 待播 | 云秀行               | 紫刘辉           | 網絡劇           |
| 待播 | 月鳞绮纪             | 武拾光           | 網絡劇           |
| 待播 | 刍狗之血             | 韩烈             | 網絡劇           |
| 待播 | 九门                 |                  | 網絡劇           |

### 電影
| 上映日期 | 片名             | 角色  | 備註 |
| -------- | ---------------- | ----- | ---- |
| 2017年   | 熊出沒之奇幻空間 | BOSS  |      |
| 2017年   | 失控·幽靈飛車    | Bobby |      |

### 微電影
| 年份   | 播出日期 | 片名 | 角色 | 備註                                          |
| ------ | -------- | ---- | ---- | --------------------------------------------- |
| 2020年 | 1月19日  | 三十 | 徐晨 | 腾讯棋牌首部微电影。 與杨立新搭档出演父子档。 |

## 音樂作品

### 专辑
| 專輯 # | 專輯名稱   | 唱片公司 | 發行日期       | 語言 | 專輯曲目                                                       |
| ------ | ---------- | -------- | -------------- | ---- | -------------------------------------------------------------- |
| 1st    | 《UP 4 U》 | 黑金方圆 | 2014年12月13日 | 華語 | 曲目 1. UP 4 U (Teen-pop Version) 2. UP 4 U (Acoustic Version) |

### 其他歌曲
| 發行日期       | 歌曲                             | 歌曲說明                                    | 語言 | 合作歌手                            | 備註                                                   |
| -------------- | -------------------------------- | ------------------------------------------- | ---- | ----------------------------------- | ------------------------------------------------------ |
| 2015年8月      | 《夏日大作战》                   | fresh极客少年团单曲                         |      |                                     |                                                        |
| 2015年9月      | 《世界晚安》                     | fresh极客少年团单曲                         |      |                                     |                                                        |
| 2016年3月      | 《早安少年 morning call》        | 《花样姐姐》主题曲                          |      |                                     |                                                        |
| 2017年11月23日 | 《THANK YOU 谢你》               |                                             | 英語 |                                     |                                                        |
| 2017年11月30日 | 《THANK YOU (Easyfun remixed)》  | 《THANK YOU 谢你》混音版                    | 英語 |                                     |                                                        |
| 2018年6月18日  | 《The Devil's Tears 恶魔的眼泪》 |                                             |      |                                     |                                                        |
| 2018年10月29日 | 《乐园 Eden》                    | 电视剧《快把我哥带走》插曲                  | 粵語 |                                     | 翻唱曲                                                 |
| 2019年12月14日 | 《let's go crazy 小疯狂》        |                                             | 英語 |                                     | 翻唱曲                                                 |
| 2020年9月22日  | 《暗夜蔷薇》                     | 《我在香港遇见他》主题曲                    |      |                                     |                                                        |
| 2020年12月19日 | 《因为你》                       | 电视剧《终极笔记》片尾曲                    |      |                                     |                                                        |
| 2021年6月8日   | 《只对你有感觉》                 |                                             |      | 與鞠婧祎                            | 2021腾讯视频拾光盛典，宣传《嘉南传》，翻唱曲           |
| 2021年7月15日  | 《曾幸福》                       | 《橘色暖霞》粵語版                          | 粵語 |                                     |                                                        |
| 2021年7月20日  | 《橘色暖霞 My Orange Glow》      | 《曾幸福》普通话版                          |      |                                     |                                                        |
| 2021年10月17日 | 《念思雨》                       | 电视剧《嘉南传》片尾曲                      |      | 與鞠婧禕                            |                                                        |
| 2022年1月24日  | 《Join Us in Winter》            | 新华社北京冬奥英文推广曲                    | 英語 | 与新华社记者路滨淇、RAP组合天府事变 | 新华社出品                                             |
| 2022年4月26日  | 《青春势不可挡》                 | 五四青年節致敬曲                            |      |                                     | 中国青年报、西山居联合出品                             |
| 2022年5月21日  | 《可追》                         | 电视剧《说英雄谁是英雄》片尾曲              |      | 與刘宇宁                            |                                                        |
| 2022年6月16日  | 《红尘伴》                       | 电视剧《说英雄谁是英雄》插曲                |      | 與楊超越                            |                                                        |
| 2022年10月15日 | 《绽放》                         | 獻禮二十大，青春主题曲                      |      |                                     | 中共深圳市委宣传部、中共南山区委宣传部、南山区文联出品 |
| 2022年12月17日 | 《有你的美好》                   | 电视剧《我可能遇到了救星》片尾曲            |      |                                     |                                                        |
| 2023年10月19日 | 《你啊，我啊》                   | 电视剧《田耕紀》插曲                        |      |                                     |                                                        |
| 2023年11月21日 | 《迷失情感迷宮》                 | 改編自泰國樂團HYBS《Dancing with my Phone》 | 粵語 |                                     |                                                        |
| 2024年7月14日  | 《Dehors中法合唱版》             |                                             |      |                                     |                                                        |
| 2024年8月13日  | 《一人行》                       | 《Dehors》粵語版                            |      |                                     |                                                        |
| 2024年10月8日  | 《誰把相思命中嵌》               | 電視劇《七夜雪》相思繾綣插曲                |      |                                     |                                                        |
| 2024年10月23日 | 《陌生小狗》                     | 改编原曲《陌生人》                          | 粵語 |                                     |                                                        |
| 2025年6月6日   | 《對你說》                       | 電視劇《臨江仙》片尾曲                      |      |                                     |                                                        |

## 綜藝節目
| 年份    | 日期               | 電視台           | 節目名稱        | 備註                          |
| ------- | ------------------ | ---------------- | --------------- | ----------------------------- |
| 2017年  | 7月1日-08月26日    | 浙江衛視         | 挑戰者聯盟3     | 第三季固定嘉賓                |
| 2017年  | 10月28日-11月25日  | 浙江衛視         | 演員的誕生      | 挑戰演員                      |
| 2017    | 2017年12月16日     | 愛奇藝           | 萌寵小大人      | 與劉濤聯手帶娃                |
| 2019    | 2019.12.18         | 愛奇藝           | 慢游全世界      | 與張雪迎暢遊奧地利            |
| 2019    | 2019.12.28         | 浙江卫视         | 漫游记          | 飞行嘉宾.上山入海印尼之旅     |
| 2020    | 2020.08.02         | 浙江卫视         | 奔跑吧4.第10期  | 飞行嘉宾                      |
| 2021年  | 7月17日-10月2日    | 湖南衛視、芒果TV | 牛氣滿滿的哥哥  | 固定成員                      |
| 2022年  | 9月1日－2022年11月 | 优酷             | 相遇的夏天      | 观察团成員                    |
| 2023    | 2023年6月17        | 愛奇藝           | 漂亮的战斗      | 飛行嘉賓 孟子义曾舜晞搞笑互怼 |
| 2023年  | 6月27日-6月30日    | 搜狐视频         | 暑与我们的夏天2 | [ 16 ]                        |
| 2024 年 | 4月26日-7月11日    | 芒果TV           | 燦爛的花園      |                               |

## 獎項
| 年份   | 日期     | 活動                     | 獎項                   | 作品       | 結果 |
| ------ | -------- | ------------------------ | ---------------------- | ---------- | ---- |
| 2018年 | 1月1日   | 2017国剧盛典             | 媒体推荐男演员         |            | 獲獎 |
| 2018年 | 12月18日 | 2018腾讯视频星光盛典     | 年度潜力电视剧演员     |            | 獲獎 |
| 2019年 | 11月8日  | 第26届华鼎奖             | 最佳新锐演员           | 倚天屠龙记 | 提名 |
| 2019年 | 12月19日 | 第六届中国电视好演员奖   | 网剧组最佳男演员       | 倚天屠龙记 | 獲獎 |
| 2019年 | 12月22日 | 第四届金骨朵网络影视盛典 | 最具人气男演员         |            | 獲獎 |
| 2020年 | 7月23日  | 2020年金狮国际广告影片奖 | 最佳男演员银奖         | 三十       | 獲獎 |
| 2021年 | 12月2日  | 第32届华鼎奖             | 中国当代题材最佳男演员 | 终极笔记   | 提名 |
| 2024年 | 12月7日  | 2024爱奇艺尖叫之夜       | 年度魅力演员           |            | 獲獎 |

## 外部連結
- 曾舜晞的新浪微博
- 曾舜晞的抖音帳戶 （页面存档备份，存于）
- 曾舜晞的小紅書帳戶
- 曾舜晞工作室的新浪微博
- 曾舜晞在豆瓣上的资料（简体中文）